# 木村庄之助 (初代)
初代 木村 庄之助（しょだい きむら しょうのすけ、生没年不詳）は、大相撲の立行司である木村庄之助の初代とされる人物であるが、実在は疑われる。本名は中立羽左衛門尉清重と伝えられる。

## 人物
文政10年（1827年）に9代目木村庄之助が幕府へ提出した先祖書によると、初代木村庄之助は以下のように記述されている。
しかしながら、現在ではその実在を証明できない。木村家が文政（1818年 - 1830年）のころに系譜を編纂し、実質的な初代である4代庄之助に3人の先祖を加上した際に加えられた、架空の人物とみなされている。
一方、宮城県白石市が発行する広報しろいしでは、以下のように記述されている。